# إنترسبورت

خارطة للدول التي تتواجد فيها فروع شركة انترسبورت ، حيث الدول التي في اللون الأحمر هي دول المنشأ للشركة ، بينما الدول التي في اللون الأزرق هي دول التي أقيم فيها فروع للشركة فيما بعد.

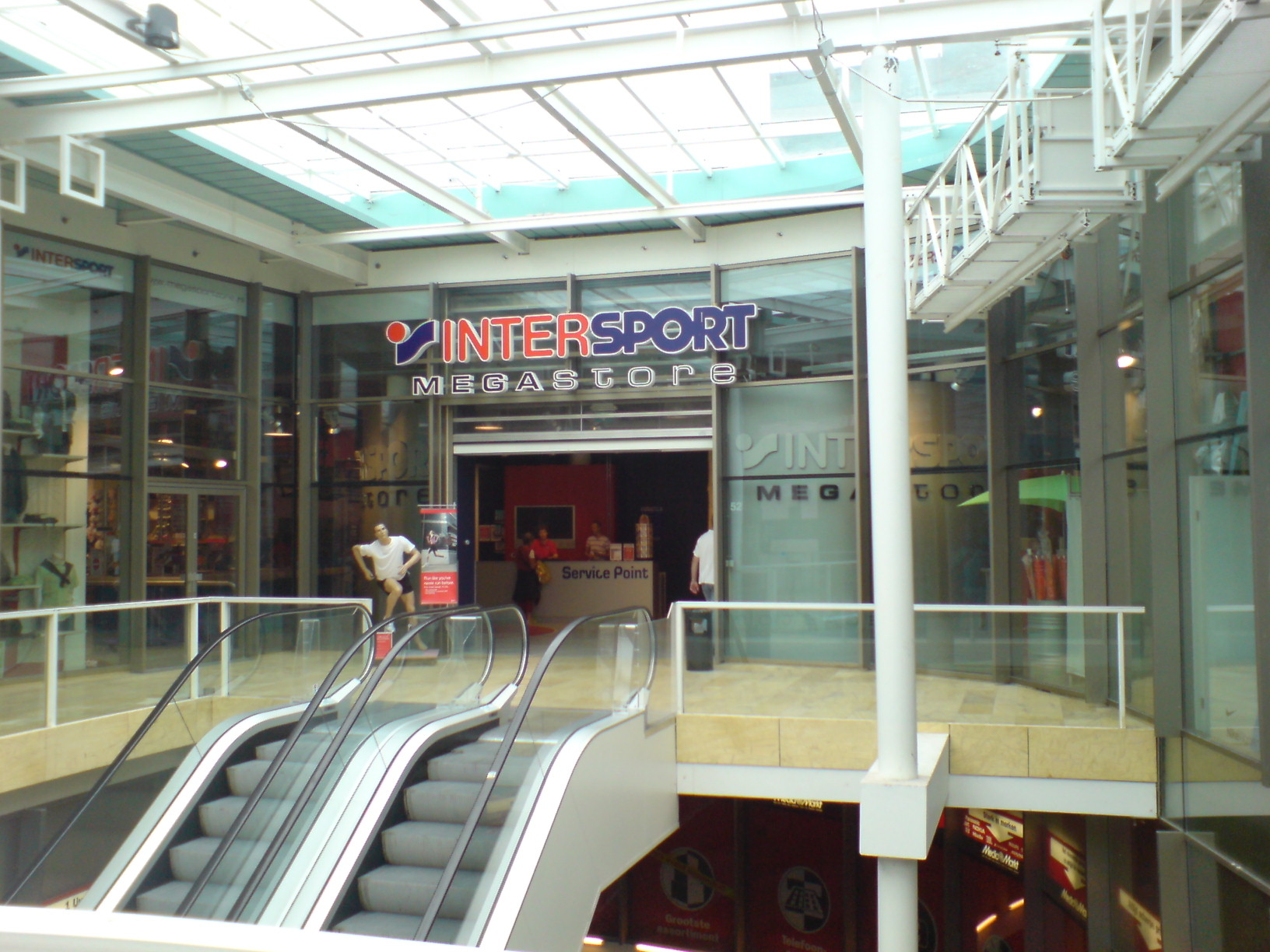
إحدى فروع انترسبورت في مدينة خرونينغن.

انترسبورت (بالإنجليزية: Intersport) ، هي شركة ألبسة رياضية عالمية لديها أكثر من 5500 فرع في 43 دولة ، بينها دولة الإمارات العربية المتحدة.

## تاريخ الشركة
تأسست الشركة عام 1968 منبثقة من اتحاد عشر شركات أوروبية مستقلة متخصصة بالشراء. 
تعد كل من هذه الدول بلجيكا ، الدنمارك ، فرنسا، هولندا، إيطاليا ، النرويج ، السويد، سويسرا، ألمانيا و أوستريكا بلدان المنشأ لشركة انتر سبورت. و بذلك نشأ تعاون انتر سبورت الدولي ( بالإنجليزية: Intersport International Corporation ) و الذي اليوم  يقع مكتبه  الرئيسي في مدينة برن السويسرية.

## انترسبورت في الوقت الحاضر
تعد ماركة انترسبورت إحدى أشهر الماركات للألبسة الرياضية في العالم.
تبلغ قيمة مبيعات الانترسبورت سنويا 10,6 مليار يورو ، و تتواجد فروع الشركة في القارة الأوروبية ، روسيا ، الإمارات العربية المتحدة و كندا . وبذلك تكون الانترسبورت أكبر سلسلة محلات رياضية في العالم. انتر سبورت السويدية تُمتلك بشكل كبير من أصحاب  الفروع الذين يديرون فروع انتر سبورت في السويد.
لا تقتصر مبيعات شركة انتر سبورت على منتجات الشركة فحسب ، و لكن تبيع فروع انتر سبورت أيضاً منتجات لشركات أخرى كأديداس ،نايكي ، بوما ،ريبوك و العديد من الشركات الأخرى أيضاً. 
تمتلك انترسبورت أيضاً ماركات مختلفة كـ McKinley ، Pro Touch ، Energetics ، Etirel ، Technopro و Firefly.

## روابط إضافية
- موقع الشركة على الشابكة باللغة الإنجليزية